# 레네 오우세만
레네 오를란도 오우세만(스페인어: René Orlando Houseman, 1953년 7월 19일 ~ 2018년 3월 22일)은 은퇴한 아르헨티나의 축구 선수이다. 포지션은 오른쪽 미드필더였다.
그는 1971년 데펜소레스 데 벨그라노에서 데뷔했고, 1973년에는 CA 우라칸으로 이적해 리그 우승을 하기도 했다. 1974년에는 월드컵에 출전해 3골을 넣었었고, 1978년에도 월드컵에 출전해 팀의 우승에 기여하기도 했다. 그는 1973년부터 1979년까지 아르헨티나 축구 국가대표팀의 일원으로서 활약하며 55경기에 나와 13골을 넣었다. 그러나 그는 알코올 의존증 때문에 많은 사건에 연루되었었고, 여러 팀을 돌아다니다가 32세의 나이에 은퇴하였다.